# 푸에르토리코 유나이티드
푸에르토리코 유나이티드(Puerto Rico United Sporting Club)는 푸에르토리코 아구아다를 연고지로 하는 프로 축구팀이다. 2011년 유나이티드 사커 리그 소속으로 참가했으며 현재는 푸에르토리코 사커 리그에 참가하고 있다.

## 역대 홈경기장
| 경기장                     | 사용기간 | 장소                  | 팀명                    | 비고 |
| -------------------------- | -------- | --------------------- | ----------------------- | ---- |
| 아구아다 스타디움          | 2011년   | 푸에르토리코 아구아다 | 푸에르토리코 유나이티드 | 빈칸 |
| 로베르토 클레멘테 스타디움 | 2011년   | 푸에르토리코 카롤리나 | 푸에르토리코 유나이티드 | 빈칸 |